# Aechmea esseri
Aechmea esseri là một loài thực vật có hoa trong họ Bromeliaceae. Loài này được Gross & Rauh mô tả khoa học đầu tiên năm 1986.